# 李一本
李一本（1537年—1609年），字汝培，號瞻鳧，河南汝州郟縣人，軍籍，明朝政治人物。

## 生平
嘉靖四十年（1561年）辛酉科河南鄉試第四十九名舉人，隆慶二年（1568年）戊辰科三甲第四十三名進士。授撫寧縣知縣，升刑部主事，升員外郎、郎中，出為寧波府知府，萬曆三十七年（1609年）卒。

## 家族
曾祖李昶；祖父李純；父李漳，封刑部郎中。前母霍氏（封宜人）；母郝氏。具慶下。